# Ester (Alaska)
Ester is een plaats (census-designated place) in de Amerikaanse staat Alaska en valt bestuurlijk gezien onder Fairbanks North Star Borough.

## Demografie
Bij de volkstelling in 2000 werd het aantal inwoners vastgesteld op 1680.

## Geografie
Volgens het United States Census Bureau beslaat de plaats een oppervlakte van
167,5 km², waarvan 167,4 km² land en 0,1 km² water.

## Plaatsen in de nabije omgeving
De onderstaande figuur toont nabijgelegen plaatsen in een straal van 48 km rond Ester.